# Tata Steel sakktorna

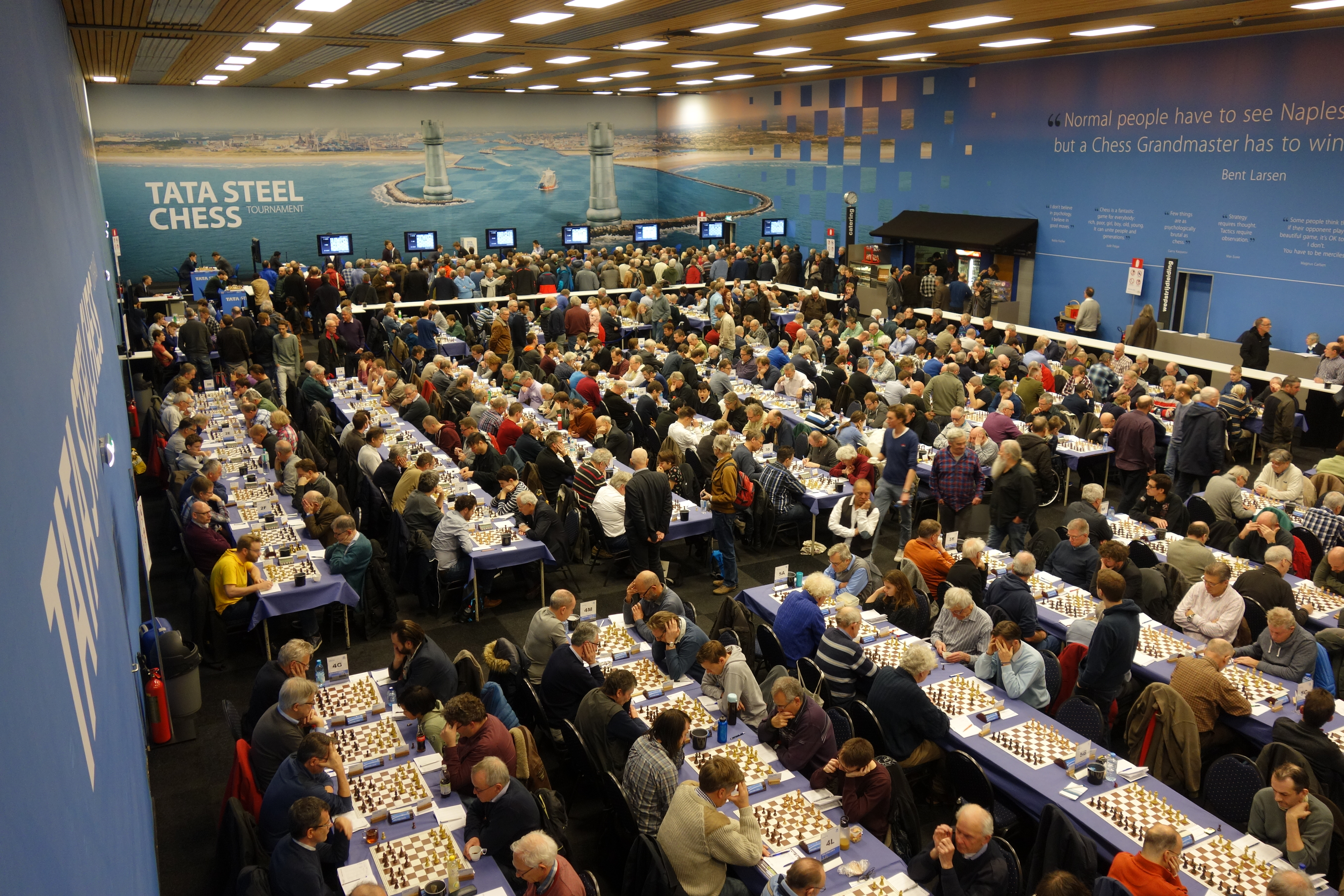
Tata Steel Chess Tournament 2017

A Tata Steel sakktorna a világ egyik legtekintélyesebb rendszeres sakkversenye.
Évente kerül rá sor a hollandiai Wijk aan Zee-ben, általában januárban. Az egyik legnevesebb sakktorna, amelyet 1938 óta folyamatosan megrendeznek.
Jelenleg két kategóriában játssszák: a „Mesterek” kategóriában 14 szupernagymester, a világ legjobbjai vívnak körmérkőzést, a „Mesterjelöltek” kategóriában szintén nagymesterek játszanak. Mindezek mellett számos amatőr tornát is rendeznek. „Fantasztikus hangulatú a verseny, ezért is nagyon szeretek Wijkben játszani. Ennél jobb atmoszférájú tornát el sem lehet képzelni...” – nyilatkozta Wijk aan Zee-ről Lékó Péter.
A tornát 1938 és 1967 között Beverwijkben rendezték. Eredeti neve Hoogenvens torna volt. 1999-ben, amikor a holland acél- és alumíniumgyártó Koninklijke Hoogevens egyesült a British Steellel és létrehozták a Corus Csoportot a verseny neve Corus sakktorna lett. A Corust 2007 áprilisában az indiai Tata Steel vásárolta meg, azóta ők a sakktorna szponzorai, és 2011-től a Tata Steel nevét viseli a verseny.
1938 óta a nyertesek listájára számos nagy név került fel, mint: Max Euwe, Bent Larsen, Tigran Petroszján, Paul Keres, Jefim Geller, Portisch Lajos, Borisz Szpasszkij, Mihail Botvinnik, Mihails Tāls, Viktor Korcsnoj, Jan Timman, Anatolij Karpov, Vlagyimir Kramnyik, Garri Kaszparov, Visuvanádan Ánand, Veszelin Topalov és Magnus Carlsen.
A Corus rekordtartója Magnus Carlsen nyolcszor (egyszer holtversenyben) került az élre. Visuvanádan Ánand ötször (háromszor holtversenyben), míg Euwe, Portisch, Korcsnoj és Aronján négyszer végeztek az élen. A leghosszabb – 1998 és 2004 között 70 játszmán keresztül tartó – veretlenségi sorozattal Ánand büszkélkedhet.
A magyar sakkozók közül eddig Portisch Lajos, Ribli Zoltán, Sax Gyula és Lékó Péter nyerte meg a versenyt.

## A sakktorna története

### Hoogovens Beverwijk
A korai versenyek kevés résztvevővel zajlottak, 1938 és 1944 között csak holland játékosok vehettek részt. Az első 5 bajnokság főversenyén négy, 1943-tól már nyolc fő játszott. 1945-ben nem rendezték meg a versenyt a II. világháború miatt. Az első nemzetközi versenyt 1946-ban tartották. A főcsoport létszáma 10-re bővült a 8 holland versenyző mellett a belga Alberic O'Kelly de Galway és svéd Gösta Stoltz meghívásával. 1953-ban ismét emelkedett a létszám, immár 12-en versenyeztek, és nemzetközi női bajnokság is rendeztek.
1954-ben visszatértek a 10 fős mezőnyhöz, de a verseny erőssége nőtt. 1963-ban  mezőny létszámát jelentősen növelték, 18 főre, majd a következő évben 16 főre csökkentették. Az 1964-es verseny volt a világ akkor legerősebb nemzetközi bajnoksága.
A mezőny erősségének növekedéséve mellett a női verseny a bajnokság állandó részévé vált. A torna főcsoportjára "Mesterek", mellékcsoportjára "Mesterjelöltek" néven kezdtek utalni. A mesterjelöltek csoportjának győztese általában meghívást kapott a következő évben a mesterek csoportjába.
Az 1946-os bajnokság volt az első európai nemzetközi sakkbajnokság a II. világháború után. Mivel az élelmiszerhiány még probléma volt Európában, a verseny után a banketten borsólevest, egy olcsó köznépi ételt szolgálták fel. Ennek emlékére a következő években is borsóleves volt az első fogás, ez a hagyomány egészen a Wijk aan Zee-be való költözésig tartott.
A főcsoport győztesei:
- 1938 –  Jilling Van Dijk (Hollandia) és  Philip Bakker (Hollandia)
- 1939 –  Nicolaas Cortlever (Hollandia)
- 1940 –  Max Euwe (Hollandia)
- 1941 –  Arthur Wijnans (Hollandia)
- 1942 –  Max Euwe (Hollandia)
- 1943 –  Arnold van den Hoek (Hollandia)
- 1944 –  Theo van Scheltinga (Hollandia)
- 1945 – nem rendezték meg
- 1946 –  Alberic O'Kelly de Galway (Belgium)
- 1947 –  Theo van Scheltinga (Hollandia)
- 1948 –  Lodewijk Prins (Hollandia)
- 1949 –  Savielly Tartakower (Franciaország)
- 1950 –  Jan Hein Donner (Hollandia)
- 1951 –  Herman Pilnik (Argentína)
- 1952 –  Max Euwe (Hollandia)
- 1953 –  Nicolas Rossolimo (Franciaország)
- 1954 –  Hans Bouwmeester (Hollandia) és  Vasja Pirc (Jugoszlávia)
- 1955 –  Borislav Milić (Jugoszlávia)
- 1956 –  Gideon Ståhlberg (Svédország)
- 1957 –  Aleksandar Matanović (Jugoszlávia)
- 1958 –  Max Euwe (Hollandia) és  Jan Hein Donner (Hollandia)
- 1959 –  Friðrik Ólafsson (Izland)
- 1960 –  Bent Larsen (Dánia) és  Tigran Petroszján (Szovjetunió)
- 1961 –  Bent Larsen (Dánia) és  Borislav Ivkov (Jugoszlávia)
- 1962 –  Petar Trifunović (Jugoszlávia)
- 1963 –  Jan Hein Donner (Hollandia)
- 1964 –  Paul Keres (Szovjetunió) és  Iivo Nei (Szovjetunió)
- 1965 –  Portisch Lajos (Magyarország) és  Jefim Geller (Szovjetunió)
- 1966 –  Lev Polugajevszkij (Szovjetunió)
- 1967 –  Borisz Szpasszkij (Szovjetunió)

### Hoogovens Wijk aan Zee
A verseny 1968-ban a holland tengerparti városba, Wijk aan Zee-be költözött. Ezt az időszakot a sakkozók gyakran hívták Hoogovens vagy Wijk aan Zee versenynek.
A nagymester "A" csoport győztesei:
- 1968 –  Viktor Korcsnoj (Szovjetunió)
- 1969 –  Mihail Botvinnik (Szovjetunió) és  Jefim Geller (Szovjetunió)
- 1970 –  Mark Tajmanov (Szovjetunió)
- 1971 –  Viktor Korcsnoj (Szovjetunió)
- 1972 –  Portisch Lajos (Magyarország)
- 1973 –  Mihails Tāls (Szovjetunió)
- 1974 –  Walter Browne (Egyesült Államok)
- 1975 –  Portisch Lajos (Magyarország)
- 1976 –  Ljubomir Ljubojević (Jugoszlávia) és  Friðrik Ólafsson (Izland)
- 1977 –  Gennagyij Szoszonko (Hollandia) és  Jefim Geller (Szovjetunió)
- 1978 –  Portisch Lajos (Magyarország)
- 1979 –  Lev Polugajevszkij (Szovjetunió)
- 1980 –  Walter Browne (Egyesült Államok) és  Jászr Szírván (Egyesült Államok)
- 1981 –  Gennagyij Szoszonko (Hollandia) és  Jan Timman (Hollandia)
- 1982 –  John Nunn (Egyesült Királyság) és  Jurij Bаlаsov (Szovjetunió)
- 1983 –  Ulf Andersson (Svédország)
- 1984 –  Olekszаndr Bjeljavszkij (Szovjetunió) és  Viktor Korcsnoj (Svájc)
- 1985 –  Jan Timman (Hollandia)
- 1986 –  Nigel Short (Egyesült Királyság)
- 1987 –  Nigel Short (Egyesült Királyság) és  Viktor Korcsnoj (Svájc)
- 1988 –  Anatolij Karpov (Szovjetunió)
- 1989 –  Visuvanádan Ánand (India),  Predrag Nikolić (Jugoszlávia),  Ribli Zoltán (Magyarország) és  Sax Gyula (Magyarország)
- 1990 –  John Nunn (Egyesült Királyság)
- 1991 –  John Nunn (Egyesült Királyság)
- 1992 –  Borisz Gelfand (Izrael) és  Vаlerij Szаlov (Oroszország)
- 1993 –  Anatolij Karpov (Oroszország)
- 1994 –  Predrag Nikolić (Bosznia-Hercegovina)
- 1995 –  Аlekszej Drejev (Oroszország)
- 1996 –  Vaszil Ivancsuk (Ukrajna)
- 1997 –  Vаlerij Szаlov (Oroszország)
- 1998 –  Vlagyimir Kramnyik (Oroszország) és  Visuvanádan Ánand (India)
- 1999 –  Garri Kaszparov (Oroszország)

### Corus tournament

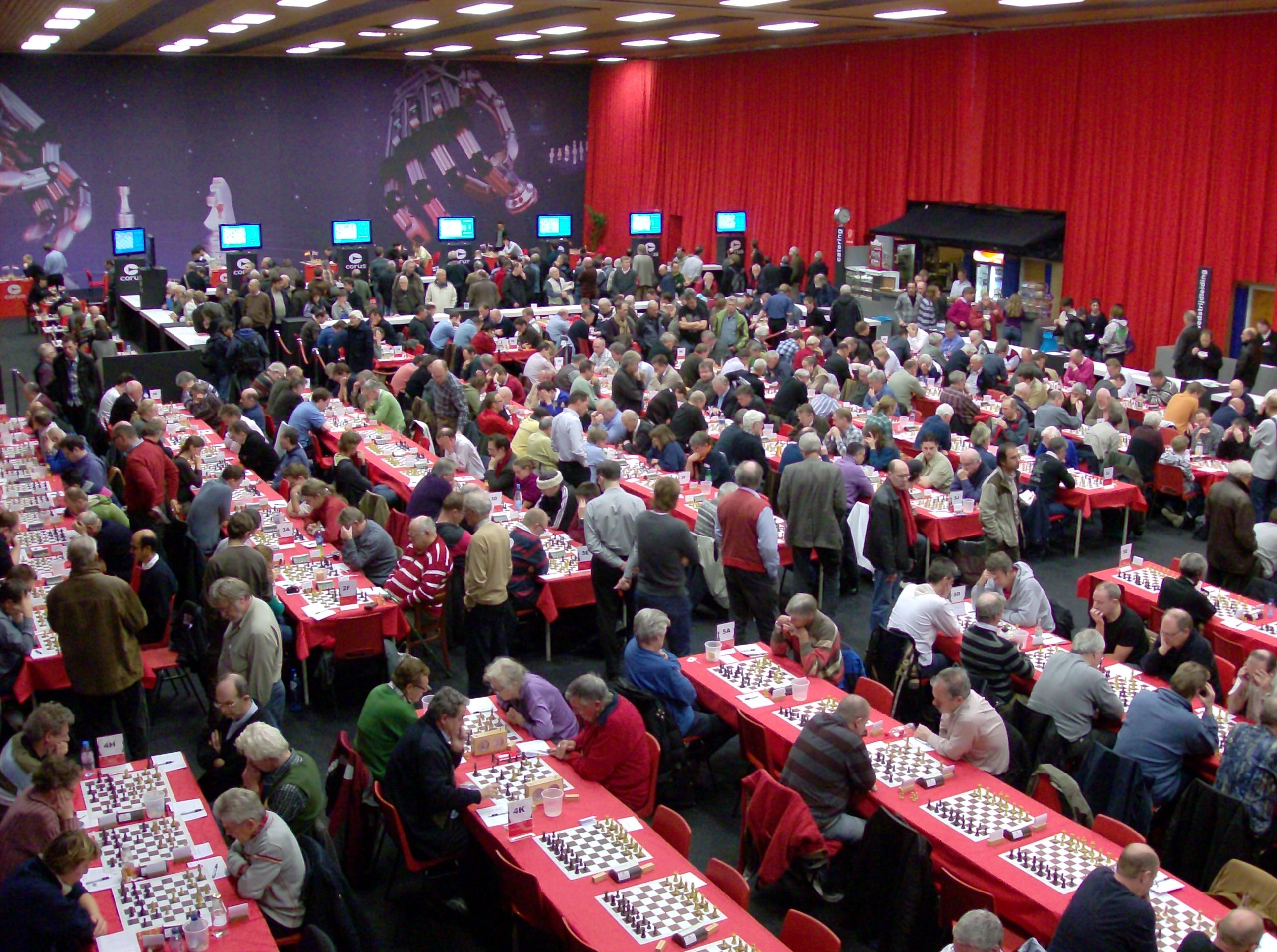
A 2010-es Corus sakktorna

- 2000 –  Garri Kaszparov (Oroszország)
- 2001 –  Garri Kaszparov (Oroszország)
- 2002 –  Jevgenyij Barejev (Oroszország)
- 2003 –  Visuvanádan Ánand (India)
- 2004 –  Visuvanádan Ánand (India)
- 2005 –  Lékó Péter (Magyarország)
- 2006 –  Veszelin Topalov (Bulgária) és  Visuvanádan Ánand (India)
- 2007 –  Levon Aronján (Örményország),  Teymur Rəcəbov (Azerbajdzsán) és  Veszelin Topalov (Bulgária)
- 2008 –  Levon Aronján (Örményország) és  Magnus Carlsen (Norvégia)
- 2009 –  Szergej Karjakin (Oroszország)
- 2010 –  Magnus Carlsen (Norvégia)

### Tata Steel tournament

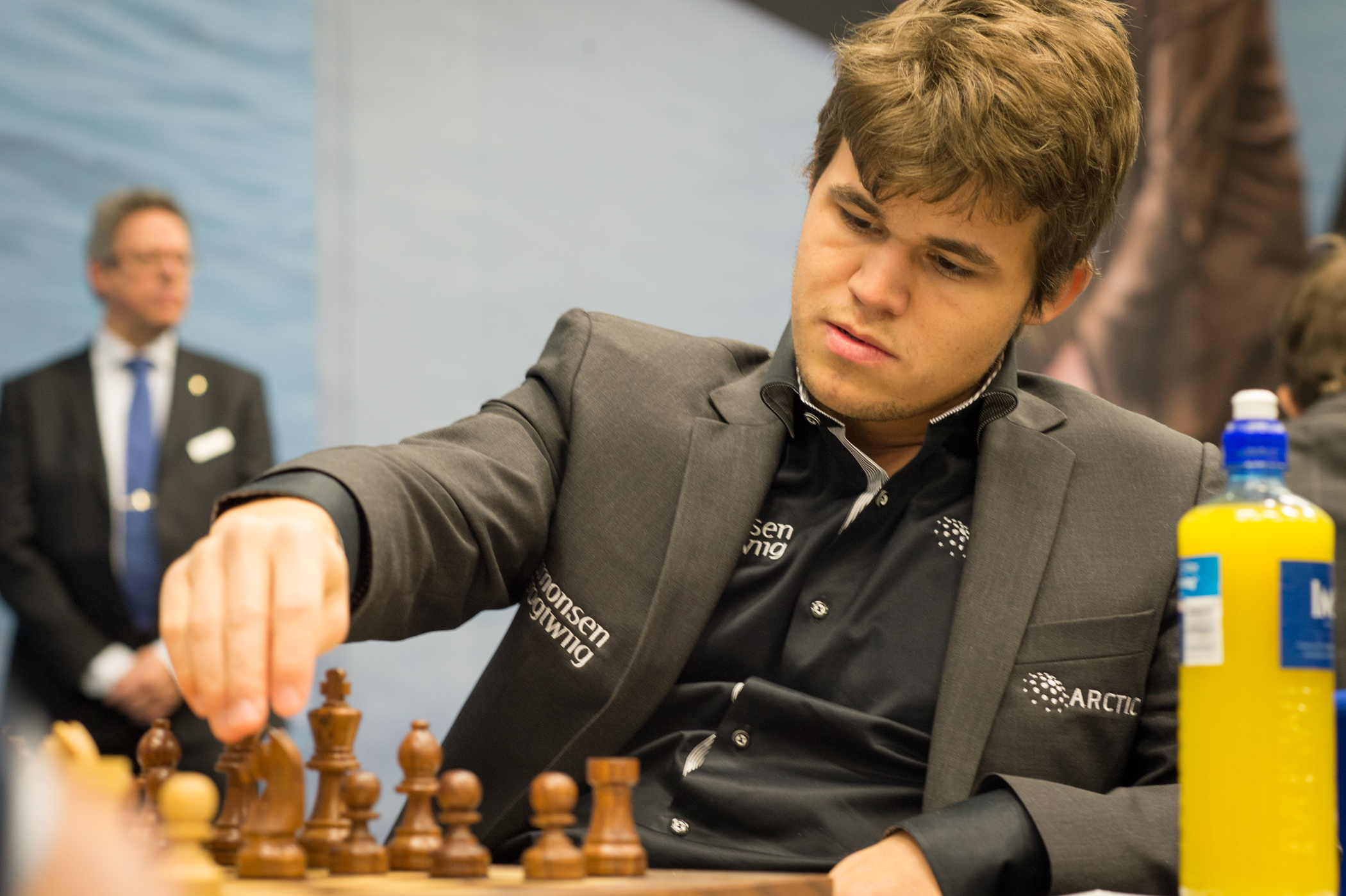
Magnus Carlsen a 2013-as versenyen

Miután a Tata Steel felvásárolta a Corus acélipari vállalatot, és 2010 végétől annak neve helyett is a saját márkanevét használja, a verseny hivatalos neve is 2011-től Corusról Tata Steelre változott.
- 2011 –  Nakamura Hikaru (Egyesült Államok)
- 2012 –  Levon Aronján (Örményország)
- 2013 –  Magnus Carlsen (Norvégia)
- 2014 –  Levon Aronján (Örményország)
- 2015 –  Magnus Carlsen (Norvégia)
- 2016 –  Magnus Carlsen (Norvégia)
- 2017 –  Wesley So (Egyesült Államok)
- 2018 –  Magnus Carlsen (Norvégia)
- 2019 –  Magnus Carlsen (Norvégia)
- 2020 –  Fabiano Caruana (Egyesült Államok)
- 2021 –  Jorden van Foreest (Hollandia)
- 2022 –  Magnus Carlsen (Norvégia)
- 2023 –  Anish Giri (Hollandia)
- 2024 –  Vej Ji (Kína)

## Részletes eredmények

### 2010
|    | Versenyző                          | Élő  | 1 | 2 | 3 | 4 | 5 | 6 | 7 | 8 | 9 | 0 | 1 | 2 | 3 | 4 | Pont |
| -- | ---------------------------------- | ---- | - | - | - | - | - | - | - | - | - | - | - | - | - | - | ---- |
| 1  | Magnus Carlsen (Norvégia)          | 2810 | * | 0 | ½ | ½ | ½ | 1 | 1 | ½ | 1 | ½ | ½ | 1 | ½ | 1 | 8½   |
| 2  | Vlagyimir Kramnyik (Oroszország)   | 2788 | 1 | * | ½ | 0 | 1 | ½ | ½ | ½ | ½ | ½ | ½ | 1 | ½ | 1 | 8    |
| 2  | Aleksejs Širovs (Spanyolország)    | 2723 | ½ | ½ | * | 0 | 0 | ½ | ½ | 1 | ½ | 1 | ½ | 1 | 1 | 1 | 8    |
| 4  | Visuvanádan Ánand (India)          | 2790 | ½ | 1 | 1 | * | ½ | ½ | ½ | ½ | ½ | ½ | ½ | ½ | ½ | ½ | 7½   |
| 4  | Nakamura Hikaru (Egyesült Államok) | 2708 | ½ | 0 | 1 | ½ | * | ½ | 0 | ½ | ½ | ½ | 1 | 1 | 1 | ½ | 7½   |
| 6  | Vaszil Ivancsuk (Ukrajna)          | 2749 | 0 | ½ | ½ | ½ | ½ | * | ½ | ½ | ½ | ½ | ½ | 1 | ½ | 1 | 7    |
| 6  | Szergej Karjakin (Oroszország)     | 2720 | 0 | ½ | ½ | ½ | 1 | ½ | * | ½ | ½ | ½ | 1 | ½ | ½ | ½ | 6½   |
| 8  | Lékó Péter (Magyarország)          | 2739 | ½ | ½ | 0 | ½ | ½ | ½ | ½ | * | ½ | 1 | ½ | 0 | ½ | 1 | 6½   |
| 8  | Leinier Domínguez Pérez (Kuba)     | 2712 | 0 | ½ | ½ | ½ | ½ | ½ | ½ | ½ | * | ½ | ½ | 1 | ½ | ½ | 6½   |
| 10 | Fabiano Caruana (Olaszország)      | 2675 | ½ | ½ | 0 | ½ | ½ | ½ | ½ | 0 | ½ | * | ½ | ½ | 1 | 0 | 5½   |
| 11 | Nigel Short (Egyesült Királyság)   | 2696 | ½ | ½ | ½ | ½ | 0 | ½ | 0 | ½ | ½ | ½ | * | 0 | ½ | ½ | 5    |
| 11 | Loek van Wely (Hollandia)          | 2641 | 0 | 0 | 0 | ½ | 0 | 0 | ½ | 1 | ½ | ½ | 1 | * | 1 | 0 | 5    |
| 13 | Szergej Tyivjakov (Hollandia)      | 2662 | ½ | ½ | 0 | ½ | 0 | ½ | ½ | ½ | 0 | 0 | ½ | 0 | * | 1 | 4½   |
| 13 | Jan Smeets (Hollandia)             | 2657 | 0 | 0 | 0 | ½ | ½ | 0 | ½ | 0 | ½ | 1 | ½ | 1 | 0 | * | 4½   |

### 2011
|    | Versenyző                              | Élő-p. | 1 | 2 | 3 | 4 | 5 | 6 | 7 | 8 | 9 | 10 | 11 | 12 | 13 | 14 | Pont |
| -- | -------------------------------------- | ------ | - | - | - | - | - | - | - | - | - | -- | -- | -- | -- | -- | ---- |
| 1  | Nakamura Hikaru (Egyesült Államok)     | 2751   | * | ½ | 0 | ½ | ½ | 1 | ½ | ½ | 1 | ½  | 1  | 1  | 1  | 1  | 9    |
| 2  | Visuvanádan Ánand (India)              | 2814   | ½ | * | ½ | ½ | ½ | ½ | 1 | ½ | ½ | 1  | ½  | 1  | ½  | 1  | 8½   |
| 3  | Magnus Carlsen (Norvégia)              | 2814   | 1 | ½ | * | ½ | 1 | ½ | ½ | 0 | 0 | 1  | ½  | 1  | 1  | ½  | 8    |
| 4  | Levon Aronján (Örményország)           | 2805   | ½ | ½ | ½ | * | ½ | ½ | ½ | ½ | 1 | ½  | 1  | ½  | ½  | 1  | 8    |
| 5  | Vlagyimir Kramnyik (Oroszország)       | 2784   | ½ | ½ | 0 | ½ | * | ½ | ½ | 1 | ½ | ½  | ½  | ½  | 1  | 1  | 7½   |
| 6  | Maxime Vachier-Lagrave (Franciaország) | 2715   | 0 | ½ | ½ | ½ | ½ | * | ½ | ½ | 1 | ½  | ½  | 1  | ½  | 1  | 7½   |
| 7  | Ruszlan Ponomarjov (Ukrajna)           | 2744   | ½ | 0 | ½ | ½ | ½ | ½ | * | ½ | ½ | 0  | 1  | 1  | ½  | ½  | 6½   |
| 8  | Anish Giri (Hollandia)                 | 2686   | ½ | ½ | 1 | ½ | 0 | ½ | ½ | * | 0 | 1  | ½  | ½  | ½  | ½  | 6½   |
| 9  | Jan Nyepomnyascsij (Oroszország)       | 2733   | 0 | ½ | 1 | 0 | ½ | 0 | ½ | 1 | * | 1  | ½  | 0  | ½  | ½  | 6    |
| 10 | Vang Hao (Kína)                        | 2731   | ½ | 0 | 0 | ½ | ½ | ½ | 1 | 0 | 0 | *  | 1  | ½  | 1  | ½  | 6    |
| 11 | Alekszandr Griscsuk (Oroszország)      | 2773   | 0 | ½ | ½ | 0 | ½ | ½ | 0 | ½ | ½ | 0  | *  | 1  | ½  | 0  | 4½   |
| 12 | Jan Smeets (Hollandia)                 | 2662   | 0 | 0 | 0 | ½ | ½ | 0 | 0 | ½ | 1 | ½  | 0  | *  | ½  | 1  | 4½   |
| 13 | Erwin l'Ami (Hollandia)                | 2628   | 0 | ½ | 0 | ½ | 0 | ½ | ½ | ½ | ½ | 0  | ½  | ½  | *  | ½  | 4½   |
| 14 | Aleksejs Širovs (Spanyolország)        | 2722   | 0 | 0 | ½ | 0 | 0 | 0 | ½ | ½ | ½ | ½  | 1  | 0  | ½  | *  | 4    |

### 2012
|    | Versenyző                          | Élő-p. | 1 | 2 | 3 | 4 | 5 | 6 | 7 | 8 | 9 | 10 | 11 | 12 | 13 | 14 | Pont | TB1   | TB2 |
| -- | ---------------------------------- | ------ | - | - | - | - | - | - | - | - | - | -- | -- | -- | -- | -- | ---- | ----- | --- |
| 1  | Levon Aronján (Örményország)       | 2805   | * | 0 | ½ | 1 | ½ | 1 | 1 | 1 | ½ | 1  | ½  | 1  | 0  | 1  | 9    | 56.5  | 7   |
| 2  | Magnus Carlsen (Norvégia)          | 2835   | 1 | * | ½ | ½ | ½ | ½ | ½ | 0 | ½ | 1  | 1  | 1  | ½  | ½  | 8    | 50.25 | 4   |
| 3  | Teymur Rəcəbov (Azerbajdzsán)      | 2773   | ½ | ½ | * | ½ | ½ | ½ | ½ | 1 | ½ | ½  | ½  | 1  | 1  | ½  | 8    | 49.25 | 3   |
| 4  | Fabiano Caruana (Olaszország)      | 2732   | 0 | ½ | ½ | * | ½ | ½ | ½ | 1 | ½ | 1  | 1  | ½  | ½  | 1  | 8    | 47.5  | 4   |
| 5  | Vaszil Ivancsuk (Ukrajna)          | 2763   | ½ | ½ | ½ | ½ | * | ½ | ½ | ½ | ½ | 0  | ½  | 1  | 1  | 1  | 7½   | 46.25 | 3   |
| 6  | Nakamura Hikaru (Egyesült Államok) | 2759   | 0 | ½ | ½ | ½ | ½ | * | ½ | ½ | 1 | 1  | ½  | ½  | 1  | ½  | 7½   | 44.75 | 3   |
| 7  | Gata Kamsky (Egyesült Államok)     | 2732   | 0 | ½ | ½ | ½ | ½ | ½ | * | 1 | ½ | ½  | 1  | ½  | 1  | 0  | 7    | 43.25 | 3   |
| 8  | Szergej Karjakin (Oroszország)     | 2766   | 0 | 1 | 0 | 0 | ½ | ½ | 0 | * | 1 | 0  | 1  | ½  | 1  | 1  | 6½   | 37.5  | 5   |
| 9  | Loek van Wely (Hollandia)          | 2692   | ½ | ½ | ½ | ½ | ½ | 0 | ½ | 0 | * | ½  | ½  | ½  | ½  | ½  | 5½   | 35.75 | 0   |
| 10 | Borisz Gelfand (Izrael)            | 2739   | 0 | 0 | ½ | 0 | 1 | 0 | ½ | 1 | ½ | *  | ½  | ½  | ½  | 0  | 5    | 31.5  | 2   |
| 11 | Veszelin Topalov (Bulgária)        | 2770   | ½ | 0 | ½ | 0 | ½ | ½ | 0 | 0 | ½ | ½  | *  | ½  | ½  | 1  | 5    | 30.5  | 1   |
| 12 | Vüqar Həşimov (Azerbajdzsán)       | 2761   | 0 | 0 | 0 | ½ | 0 | ½ | ½ | ½ | ½ | ½  | ½  | *  | ½  | 1  | 5    | 29    | 1   |
| 13 | David Navara (Csehország)          | 2712   | 1 | ½ | 0 | ½ | 0 | 0 | 0 | 0 | ½ | ½  | ½  | ½  | *  | ½  | 4½   | 29.5  | 1   |
| 14 | Anish Giri (Hollandia)             | 2714   | 0 | ½ | ½ | 0 | 0 | ½ | 1 | 0 | ½ | 1  | 0  | 0  | ½  | *  | 4½   | 28.75 | 2   |
Holtverseny esetén elsőként a neustadtli-számítást (TB1); másodsorban a győzelmek számát (TB2) vették figyelembe.

### 2013
|    | Versenyző                          | Élő-p. | 1 | 2 | 3 | 4 | 5 | 6 | 7 | 8 | 9 | 10 | 11 | 12 | 13 | 14 | Pont | TB1   |
| -- | ---------------------------------- | ------ | - | - | - | - | - | - | - | - | - | -- | -- | -- | -- | -- | ---- | ----- |
| 1  | Magnus Carlsen (Norvégia)          | 2861   | * | ½ | ½ | 1 | ½ | 1 | 1 | ½ | ½ | 1  | 1  | ½  | 1  | 1  | 10   |       |
| 2  | Levon Aronján (Örményország)       | 2802   | ½ | * | 0 | ½ | 1 | 1 | ½ | ½ | 1 | ½  | 1  | ½  | ½  | 1  | 8½   |       |
| 3  | Visuvanádan Ánand (India)          | 2772   | ½ | 1 | * | ½ | ½ | ½ | ½ | ½ | 0 | 1  | ½  | 1  | 1  | ½  | 8    | 50.25 |
| 4  | Szergej Karjakin (Oroszország)     | 2780   | 0 | ½ | ½ | * | ½ | ½ | ½ | ½ | 1 | 1  | 1  | ½  | ½  | 1  | 8    | 46.75 |
| 5  | Lékó Péter (Magyarország)          | 2735   | ½ | 0 | ½ | ½ | * | ½ | ½ | ½ | ½ | 1  | ½  | 1  | ½  | 1  | 7½   |       |
| 6  | Nakamura Hikaru (Egyesült Államok) | 2769   | 0 | 0 | ½ | ½ | ½ | * | ½ | ½ | 1 | ½  | 1  | 1  | ½  | ½  | 7    |       |
| 7  | Pendjála Harikrisna (India)        | 2698   | 0 | ½ | ½ | ½ | ½ | ½ | * | 1 | ½ | 1  | 0  | ½  | ½  | ½  | 6½   |       |
| 8  | Anish Giri (Hollandia)             | 2726   | ½ | ½ | ½ | ½ | ½ | ½ | 0 | * | ½ | ½  | 0  | 1  | ½  | ½  | 6    | 39    |
| 9  | Vang Hao (Kína)                    | 2752   | ½ | 0 | 1 | 0 | ½ | 0 | ½ | ½ | * | 0  | 1  | ½  | 1  | ½  | 6    | 36.5  |
| 10 | Loek van Wely (Hollandia)          | 2679   | 0 | ½ | 0 | 0 | 0 | ½ | 0 | ½ | 1 | *  | ½  | 1  | 1  | 1  | 6    | 31.5  |
| 11 | Hou Ji-fan (Kína)                  | 2603   | 0 | 0 | ½ | 0 | ½ | 0 | 1 | 1 | 0 | ½  | *  | ½  | ½  | 1  | 5½   |       |
| 12 | Fabiano Caruana (Olaszország)      | 2781   | ½ | ½ | 0 | ½ | 0 | 0 | ½ | 0 | ½ | 0  | ½  | *  | 1  | 1  | 5    |       |
| 13 | Erwin L'Ami (Hollandia)            | 2627   | 0 | ½ | 0 | ½ | ½ | ½ | ½ | ½ | 0 | 0  | ½  | 0  | *  | ½  | 4    |       |
| 14 | Ivan Sokolov (Hollandia)           | 2667   | 0 | 0 | ½ | 0 | 0 | ½ | ½ | ½ | ½ | 0  | 0  | 0  | ½  | *  | 3    |       |
Holtverseny esetén a neustadtli-számítás döntött (TB1).

### 2014
|    | Versenyző                          | Élő-p. | 1 | 2 | 3 | 4 | 5 | 6 | 7 | 8 | 9 | 10 | 11 | 12 | Pont | Telj.érték |
| -- | ---------------------------------- | ------ | - | - | - | - | - | - | - | - | - | -- | -- | -- | ---- | ---------- |
| 1  | Levon Aronján (Örményország)       | 2812   | * | ½ | 1 | 1 | 1 | 1 | ½ | 0 | 1 | ½  | ½  | 1  | 8    | 2911       |
| 2  | Anish Giri (Hollandia)             | 2734   | ½ | * | ½ | ½ | ½ | ½ | 1 | ½ | ½ | ½  | ½  | 1  | 6½   | 2809       |
| 3  | Szergej Karjakin (Oroszország)     | 2759   | 0 | ½ | * | 0 | ½ | ½ | ½ | 1 | ½ | 1  | 1  | 1  | 6½   | 2806       |
| 4  | Fabiano Caruana (Olaszország)      | 2782   | 0 | ½ | 1 | * | 0 | ½ | ½ | 1 | ½ | 1  | 1  | 0  | 6    | 2775       |
| 5  | Leinier Domínguez Pérez (Kuba)     | 2754   | 0 | ½ | ½ | 1 | * | 1 | 0 | ½ | ½ | ½  | 1  | ½  | 6    | 2778       |
| 6  | Wesley So (Fülöp-szigetek)         | 2719   | 0 | ½ | ½ | ½ | 0 | * | ½ | 1 | ½ | 1  | 1  | ½  | 6    | 2781       |
| 7  | Pendjála Harikrisna (India)        | 2706   | ½ | 0 | ½ | ½ | 1 | ½ | * | ½ | 1 | 0  | 0  | 1  | 5½   | 2746       |
| 8  | Loek van Wely (Hollandia)          | 2672   | 1 | ½ | 0 | 0 | ½ | 0 | ½ | * | 1 | 0  | ½  | 1  | 5    | 2713       |
| 9  | Nakamura Hikaru (Egyesült Államok) | 2789   | 0 | ½ | ½ | ½ | ½ | ½ | 0 | 0 | * | ½  | 1  | 1  | 5    | 2703       |
| 10 | Borisz Gelfand (Izrael)            | 2777   | ½ | ½ | 0 | 0 | ½ | 0 | 1 | 1 | ½ | *  | 0  | ½  | 4½   | 2675       |
| 11 | Rapport Richárd (Magyarország)     | 2691   | ½ | ½ | 0 | 0 | 0 | 0 | 1 | ½ | 0 | 1  | *  | 0  | 3½   | 2614       |
| 12 | Arkadij Naiditsch (Németország)    | 2718   | 0 | 0 | 0 | 1 | ½ | ½ | 0 | 0 | 0 | ½  | 1  | *  | 3½   | 2612       |
Holtverseny esetén a játékos által elért teljesítményértéket (TPR) vették figyelembe.

### 2015
|    | Versenyző                              | Élő-p. | 1 | 2 | 3 | 4 | 5 | 6 | 7 | 8 | 9 | 10 | 11 | 12 | 13 | 14 | Pont | Telj.érték |
| -- | -------------------------------------- | ------ | - | - | - | - | - | - | - | - | - | -- | -- | -- | -- | -- | ---- | ---------- |
| 1  | Magnus Carlsen (Norvégia)              | 2862   | * | ½ | ½ | ½ | ½ | ½ | 1 | 1 | 0 | 1  | 1  | ½  | 1  | 1  | 9    | 2878       |
| 2  | Maxime Vachier-Lagrave (Franciaország) | 2757   | ½ | * | 1 | ½ | 1 | 0 | 1 | ½ | ½ | ½  | 1  | 1  | ½  | ½  | 8½   | 2855       |
| 3  | Anish Giri (Hollandia)                 | 2784   | ½ | 0 | * | 1 | 1 | ½ | ½ | ½ | ½ | ½  | ½  | 1  | 1  | 1  | 8½   | 2853       |
| 4  | Wesley So (USA)                        | 2762   | ½ | ½ | 0 | * | ½ | 1 | ½ | ½ | ½ | 1  | ½  | 1  | 1  | 1  | 8½   | 2854       |
| 5  | Ting Li-zsen (Kína)                    | 2732   | ½ | 0 | 0 | ½ | * | ½ | 0 | 1 | 1 | 1  | 1  | 1  | 1  | 1  | 8½   | 2857       |
| 6  | Vaszil Ivancsuk (Ukrajna)              | 2715   | ½ | 1 | ½ | 0 | ½ | * | ½ | ½ | ½ | ½  | ½  | ½  | 1  | 1  | 7½   | 2805       |
| 7  | Fabiano Caruana (Olaszország)          | 2820   | 0 | 0 | ½ | ½ | 1 | ½ | * | ½ | 0 | ½  | ½  | 1  | 1  | 1  | 7    | 2769       |
| 8  | Teymur Rəcəbov (Azerbajdzsán)          | 2734   | 0 | ½ | ½ | ½ | 0 | ½ | ½ | * | 1 | ½  | ½  | 1  | ½  | 0  | 6    | 2718       |
| 9  | Radosław Wojtaszek (Lengyelország)     | 2744   | 1 | ½ | ½ | ½ | 0 | ½ | 1 | 0 | * | ½  | ½  | 0  | ½  | 0  | 5½   | 2689       |
| 10 | Levon Aronján (Örményország)           | 2797   | 0 | ½ | ½ | 0 | 0 | ½ | ½ | ½ | ½ | *  | ½  | ½  | ½  | 1  | 5½   | 2685       |
| 11 | Hou Ji-fan (Kína)                      | 2673   | 0 | 0 | ½ | ½ | 0 | ½ | ½ | ½ | ½ | ½  | *  | ½  | 0  | 1  | 5    | 2664       |
| 12 | Ivan Šarić (Horvátország)              | 2666   | ½ | 0 | 0 | 0 | 0 | ½ | 0 | 0 | 1 | ½  | ½  | *  | ½  | 1  | 4½   | 2642       |
| 13 | Loek van Wely (Hollandia)              | 2667   | 0 | ½ | 0 | 0 | 0 | 0 | 0 | ½ | ½ | ½  | 1  | ½  | *  | ½  | 4    | 2611       |
| 14 | Bádur Dzsobava (Grúzia)                | 2727   | 0 | ½ | 0 | 0 | 0 | 0 | 0 | 1 | 1 | 0  | 0  | 0  | ½  | *  | 3    | 2536       |

### 2016
|    | Versenyző                            | Élő-p. | 1 | 2 | 3 | 4 | 5 | 6 | 7 | 8 | 9 | 10 | 11 | 12 | 13 | 14 | Pont | Telj.érték | TB    |
| -- | ------------------------------------ | ------ | - | - | - | - | - | - | - | - | - | -- | -- | -- | -- | -- | ---- | ---------- | ----- |
| 1  | Magnus Carlsen (Norvégia)            | 2844   | * | ½ | ½ | ½ | ½ | 1 | ½ | ½ | ½ | ½  | 1  | 1  | 1  | 1  | 9    | 2881       |       |
| 2  | Fabiano Caruana (Egyesült Államok)   | 2787   | ½ | * | 1 | ½ | ½ | 1 | 1 | ½ | ½ | 0  | 0  | ½  | 1  | 1  | 8    | 2831       |       |
| 3  | Ting Li-zsen (Kína)                  | 2766   | ½ | 0 | * | ½ | ½ | 1 | ½ | ½ | 1 | ½  | 1  | ½  | 1  | ½  | 8    | 2833       |       |
| 4  | Wesley So (Egyesült Államok)         | 2773   | ½ | ½ | ½ | * | 1 | ½ | ½ | ½ | ½ | ½  | ½  | ½  | ½  | ½  | 7    | 2775       | 45.5  |
| 5  | Anish Giri (Hollandia)               | 2798   | ½ | ½ | ½ | 0 | * | ½ | ½ | 1 | ½ | ½  | ½  | ½  | ½  | 1  | 7    | 2773       | 44.25 |
| 6  | Pavel Eljanov (Ukrajna)              | 2760   | 0 | 0 | 0 | ½ | ½ | * | ½ | 1 | ½ | 1  | ½  | 1  | ½  | 1  | 7    | 2776       | 40.5  |
| 7  | Vej Ji (Kína)                        | 2706   | ½ | 0 | ½ | ½ | ½ | ½ | * | ½ | ½ | 1  | ½  | ½  | ½  | ½  | 6½   | 2751       | 41    |
| 8  | Şəhriyar Məmmədyarov (Azerbajdzsán)  | 2747   | ½ | ½ | ½ | ½ | 0 | 0 | ½ | * | ½ | ½  | ½  | 1  | 1  | ½  | 6½   | 2748       | 40.25 |
| 9  | Szergej Karjakin (Oroszország)       | 2769   | ½ | ½ | 0 | ½ | ½ | ½ | ½ | ½ | * | ½  | 1  | ½  | 0  | ½  | 6    | 2769       |       |
| 10 | David Navara (Csehország)            | 2730   | ½ | 1 | ½ | ½ | ½ | 0 | 0 | ½ | ½ | *  | ½  | 0  | ½  | ½  | 5½   | 2692       | 37.5  |
| 11 | Jevgenyij Tomasevszkij (Oroszország) | 2728   | 0 | 1 | 0 | ½ | ½ | ½ | ½ | ½ | 0 | ½  | *  | ½  | ½  | ½  | 5½   | 2692       | 35.25 |
| 12 | Hou Ji-fan (Kína)                    | 2673   | 0 | ½ | ½ | ½ | ½ | 0 | ½ | 0 | ½ | 1  | ½  | *  | ½  | 0  | 5    | 2666       | 32    |
| 13 | Michael Adams (Anglia)               | 2744   | 0 | 0 | 0 | ½ | ½ | ½ | ½ | 0 | 1 | ½  | ½  | ½  | *  | ½  | 5    | 2661       | 30.25 |
| 14 | Loek van Wely (Hollandia)            | 2640   | 0 | 0 | ½ | ½ | 0 | 0 | ½ | ½ | ½ | ½  | ½  | 1  | ½  | *  | 5    | 2669       | 30    |

### 2017
|    | Versenyző                          | Élő-p. | 1 | 2 | 3 | 4 | 5 | 6 | 7 | 8 | 9 | 10 | 11 | 12 | 13 | 14 | Pont | Telj.érték |
| -- | ---------------------------------- | ------ | - | - | - | - | - | - | - | - | - | -- | -- | -- | -- | -- | ---- | ---------- |
| 1  | Wesley So (Egyesült Államok)       | 2808   | * | ½ | ½ | ½ | ½ | ½ | ½ | ½ | 1 | ½  | 1  | 1  | 1  | 1  | 9    | 2888       |
| 2  | Magnus Carlsen (Norvégia)          | 2840   | ½ | * | ½ | ½ | 1 | ½ | 1 | ½ | ½ | ½  | 1  | ½  | 0  | 1  | 8    | 2840       |
| 3  | Adiban Pásuharan (India)           | 2653   | ½ | ½ | * | ½ | ½ | 1 | 0 | ½ | 0 | 1  | 1  | ½  | 1  | ½  | 7½   | 2816       |
| 4  | Levon Aronján (Örményország)       | 2780   | ½ | ½ | ½ | * | ½ | 0 | 1 | 1 | ½ | 0  | ½  | ½  | 1  | 1  | 7½   | 2806       |
| 5  | Vej Ji (Kína)                      | 2706   | ½ | 0 | ½ | ½ | * | 1 | ½ | ½ | ½ | ½  | 0  | 1  | 1  | 1  | 7½   | 2812       |
| 6  | Szergej Karjakin (Oroszország)     | 2785   | ½ | ½ | 0 | 1 | 0 | * | ½ | ½ | ½ | 1  | ½  | ½  | ½  | 1  | 7    | 2777       |
| 7  | Pavel Eljanov (Ukrajna)            | 2755   | ½ | 0 | 1 | 0 | ½ | ½ | * | ½ | ½ | ½  | ½  | ½  | 1  | 1  | 7    | 2780       |
| 8  | Anish Giri (Hollandia)             | 2773   | ½ | ½ | ½ | 0 | ½ | ½ | ½ | * | ½ | ½  | ½  | 1  | ½  | ½  | 6½   | 2749       |
| 9  | Pendjála Harikrisna (India)        | 2766   | 0 | ½ | 1 | ½ | ½ | ½ | ½ | ½ | * | ½  | ½  | ½  | ½  | 0  | 6    | 2721       |
| 10 | Dmitrij Andrejkin (Oroszország)    | 2736   | ½ | ½ | 0 | 1 | ½ | 0 | ½ | ½ | ½ | *  | ½  | ½  | ½  | ½  | 6    | 2723       |
| 11 | Radosław Wojtaszek (Lengyelország) | 2750   | 0 | 0 | 0 | ½ | 1 | ½ | ½ | ½ | ½ | ½  | *  | ½  | ½  | 1  | 6    | 2722       |
| 12 | Jan Nyepomnyascsij (Oroszország)   | 2767   | 0 | ½ | ½ | ½ | 0 | ½ | ½ | 0 | ½ | ½  | ½  | *  | ½  | ½  | 5    | 2663       |
| 13 | Rapport Richárd (Magyarország)     | 2702   | 0 | 1 | 0 | 0 | 0 | ½ | 0 | ½ | ½ | ½  | ½  | ½  | *  | ½  | 4½   | 2645       |
| 14 | Loek van Wely (Hollandia)          | 2695   | 0 | 0 | ½ | 0 | 0 | 0 | 0 | ½ | 1 | ½  | 0  | ½  | ½  | *  | 3½   | 2580       |

### 2018
|    | Versenyző            | Ország           | Élő-p. | 1 | 2 | 3 | 4 | 5 | 6 | 7 | 8 | 9 | 10 | 11 | 12 | 13 | 14 | Össz. | SB    | Telj.ért. |
| -- | -------------------- | ---------------- | ------ | - | - | - | - | - | - | - | - | - | -- | -- | -- | -- | -- | ----- | ----- | --------- |
| 1  | Magnus Carlsen       | Norvégia         | 2834   | * | ½ | ½ | ½ | ½ | 1 | ½ | ½ | ½ | 1  | ½  | 1  | 1  | 1  | 9     |       | 2885      |
| 2  | Anish Giri           | Hollandia        | 2752   | ½ | * | 1 | 1 | ½ | ½ | ½ | ½ | ½ | ½  | ½  | 1  | 1  | 1  | 9     |       | 2891      |
| 3  | Vlagyimir Kramnyik   | Oroszország      | 2787   | ½ | 0 | * | ½ | 1 | ½ | 0 | 1 | 1 | ½  | 1  | 1  | 1  | ½  | 8½    | 49.50 | 2857      |
| 4  | Şəhriyar Məmmədyarov | Azerbajdzsán     | 2804   | ½ | 0 | ½ | * | ½ | ½ | ½ | 1 | 1 | ½  | 1  | ½  | 1  | 1  | 8½    | 48.00 | 2856      |
| 5  | Visuvanádan Ánand    | India            | 2767   | ½ | ½ | 0 | ½ | * | ½ | ½ | ½ | ½ | 1  | 1  | 1  | ½  | 1  | 8     | 46.00 | 2836      |
| 6  | Wesley So            | Egyesült Államok | 2792   | 0 | ½ | ½ | ½ | ½ | * | ½ | ½ | 1 | 1  | ½  | ½  | 1  | 1  | 8     | 45.25 | 2834      |
| 7  | Szergej Karjakin     | Oroszország      | 2753   | ½ | ½ | 1 | ½ | ½ | ½ | * | ½ | ½ | ½  | 1  | ½  | ½  | ½  | 7½    |       | 2807      |
| 8  | Pjotr Szvidler       | Oroszország      | 2768   | ½ | ½ | 0 | 0 | ½ | ½ | ½ | * | ½ | ½  | ½  | ½  | ½  | 1  | 6     |       | 2720      |
| 9  | Vej Ji               | Kína             | 2743   | ½ | ½ | 0 | 0 | ½ | 0 | ½ | ½ | * | 1  | ½  | ½  | ½  | ½  | 5½    |       | 2694      |
| 10 | Gawain Jones         | Anglia           | 2640   | 0 | ½ | ½ | ½ | 0 | 0 | ½ | ½ | 0 | *  | ½  | ½  | 1  | ½  | 5     | 29.50 | 2672      |
| 11 | Fabiano Caruana      | Egyesült Államok | 2811   | ½ | ½ | 0 | 0 | 0 | ½ | 0 | ½ | ½ | ½  | *  | ½  | ½  | 1  | 5     | 28.00 | 2659      |
| 12 | Makszim Matlakov     | Oroszország      | 2718   | 0 | 0 | 0 | ½ | 0 | ½ | ½ | ½ | ½ | ½  | ½  | *  | ½  | 1  | 5     | 27.00 | 2666      |
| 13 | Adiban Pásuharan     | India            | 2655   | 0 | 0 | 0 | 0 | ½ | 0 | ½ | ½ | ½ | 0  | ½  | ½  | *  | ½  | 3½    |       | 2583      |
| 14 | Hou Ji-fan           | Kína             | 2680   | 0 | 0 | ½ | 0 | 0 | 0 | ½ | 0 | ½ | ½  | 0  | 0  | ½  | *  | 2½    |       | 2505      |
- Rájátszás az 1. helyért: Magnus Carlsen – Anish Giri, 1½–½.[4]

### 2019
|    | Versenyző                | Ország                    | Élő-p. | 1 | 2 | 3 | 4 | 5 | 6 | 7 | 8 | 9 | 10 | 11 | 12 | 13 | 14 | Össz. | SB    | Telj. érték |
| -- | ------------------------ | ------------------------- | ------ | - | - | - | - | - | - | - | - | - | -- | -- | -- | -- | -- | ----- | ----- | ----------- |
| 1  | Magnus Carlsen           | Norvégia                  | 2835   | * | ½ | ½ | ½ | 1 | ½ | ½ | ½ | 1 | 1  | ½  | 1  | 1  | ½  | 9     |       | 2888        |
| 2  | Anish Giri               | Hollandia                 | 2783   | ½ | * | 0 | ½ | ½ | ½ | ½ | 1 | 1 | 1  | 1  | ½  | ½  | 1  | 8½    |       | 2861        |
| 3  | Jan Nyepomnyascsij       | Oroszország               | 2763   | ½ | 1 | * | ½ | ½ | 1 | ½ | 0 | ½ | ½  | 1  | ½  | 0  | 1  | 7½    | 48.75 | 2809        |
| 4  | Ting Li-zsen             | Kína                      | 2813   | ½ | ½ | ½ | * | ½ | ½ | ½ | 1 | ½ | ½  | ½  | ½  | 1  | ½  | 7½    | 47.25 | 2805        |
| 5  | Visuvanádan Ánand        | India                     | 2813   | 0 | ½ | ½ | ½ | * | ½ | ½ | ½ | ½ | ½  | ½  | 1  | 1  | 1  | 7½    | 44.25 | 2809        |
| 6  | Vidit Szantós Gudzsaráti | India                     | 2695   | ½ | ½ | 0 | ½ | ½ | * | 0 | ½ | ½ | ½  | ½  | 1  | 1  | 1  | 7     |       | 2787        |
| 7  | Teymur Rəcəbov           | Azerbajdzsán              | 2757   | ½ | ½ | ½ | ½ | ½ | 1 | * | ½ | ½ | ½  | 0  | ½  | ½  | ½  | 6½    | 43.25 | 2753        |
| 8  | Samuel Shankland         | Amerikai Egyesült Államok | 2725   | ½ | 0 | 1 | 0 | ½ | ½ | ½ | * | ½ | ½  | 0  | ½  | 1  | 1  | 6½    | 40.00 | 2755        |
| 9  | Rapport Richárd          | Magyarország              | 2725   | 0 | 0 | ½ | ½ | ½ | ½ | ½ | ½ | * | 1  | ½  | ½  | 1  | ½  | 6½    | 38.50 | 2755        |
| 10 | Jan-Krzysztof Duda       | Lengyelország             | 2738   | 0 | 0 | ½ | ½ | ½ | ½ | ½ | ½ | 0 | *  | 1  | ½  | 0  | 1  | 5½    |       | 2697        |
| 11 | Vlagyimir Fedoszejev     | Oroszország               | 2724   | ½ | 0 | 0 | ½ | ½ | ½ | 1 | 1 | ½ | 0  | *  | ½  | 0  | 0  | 5     | 34.25 | 2668        |
| 12 | Şəhriyar Məmmədyarov     | Azerbajdzsán              | 2817   | 0 | ½ | ½ | ½ | 0 | 0 | ½ | ½ | ½ | ½  | ½  | *  | ½  | ½  | 5     | 31.25 | 2661        |
| 13 | Jorden van Foreest       | Hollandia                 | 2612   | 0 | ½ | 1 | 0 | 0 | 0 | ½ | 0 | 0 | 1  | 1  | ½  | *  | 0  | 4½    | 28.00 | 2654        |
| 14 | Vlagyimir Kramnyik       | Oroszország               | 2777   | ½ | 0 | 0 | ½ | 0 | 0 | ½ | 0 | ½ | 0  | 1  | ½  | 1  | *  | 4½    | 26.75 | 2641        |
|    | Versenyző                | Ország           | Élő-p. | 1 | 2 | 3 | 4 | 5 | 6 | 7 | 8 | 9 | 10 | 11 | 12 | 13 | 14 | Össz. | SB    | Telj. érték |
| -- | ------------------------ | ---------------- | ------ | - | - | - | - | - | - | - | - | - | -- | -- | -- | -- | -- | ----- | ----- | ----------- |
| 1  | Ulаdziszlаv Kаvаljov     | Fehéroroszország | 2687   | * | ½ | 1 | ½ | ½ | ½ | ½ | 1 | 1 | 1  | ½  | 1  | 1  | 1  | 10    |       | 2783        |
| 2  | Andrej Jeszipenko        | Oroszország      | 2584   | ½ | * | ½ | ½ | 1 | ½ | 0 | ½ | 1 | 1  | 1  | 1  | ½  | ½  | 8½    | 51.50 | 2690        |
| 3  | Gledura Benjámin         | Magyarország     | 2615   | 0 | ½ | * | 1 | ½ | 1 | ½ | ½ | ½ | 1  | 1  | ½  | 1  | ½  | 8½    | 51.25 | 2687        |
| 4  | Makszim Csigajev         | Oroszország      | 2604   | ½ | ½ | 0 | * | ½ | ½ | ½ | 1 | ½ | ½  | 1  | 1  | 1  | 1  | 8½    | 48.00 | 2688        |
| 5  | Anton Korobov            | Ukrajna          | 2699   | ½ | 0 | ½ | ½ | * | ½ | ½ | 1 | ½ | 1  | ½  | ½  | ½  | 1  | 7½    | 45.25 | 2628        |
| 6  | Erwin l'Ami              | Hollandia        | 2643   | ½ | ½ | 0 | ½ | ½ | * | 1 | ½ | ½ | ½  | ½  | ½  | 1  | 1  | 7½    | 44.25 | 2632        |
| 7  | Jevgenyij Barejev        | Kanada           | 2650   | ½ | 1 | ½ | ½ | ½ | 0 | * | 0 | 0 | ½  | 1  | 1  | ½  | 1  | 7     | 41.75 | 2604        |
| 8  | Parham Maghsoodloo       | Irán             | 2679   | 0 | ½ | ½ | 0 | 0 | ½ | 1 | * | ½ | ½  | ½  | 1  | 1  | 1  | 7     | 37.50 | 2601        |
| 9  | Lucas van Foreest        | Hollandia        | 2502   | 0 | 0 | ½ | ½ | ½ | ½ | 1 | ½ | * | ½  | ½  | ½  | 1  | 0  | 6     |       | 2557        |
| 10 | Vincent Keymer           | Németország      | 2500   | 0 | 0 | 0 | ½ | 0 | ½ | ½ | ½ | ½ | *  | ½  | 1  | ½  | 1  | 5½    |       | 2529        |
| 11 | Ramésubábu Piragnyánanda | India            | 2539   | ½ | 0 | 0 | 0 | ½ | ½ | 0 | ½ | ½ | ½  | *  | ½  | ½  | 1  | 5     |       | 2496        |
| 12 | Dinara Szaduakasszova    | Kazahsztán       | 2472   | 0 | 0 | ½ | 0 | ½ | ½ | 0 | 0 | ½ | 0  | ½  | *  | ½  | ½  | 3½    | 20.50 | 2413        |
| 13 | Elisabeth Pähtz          | Németország      | 2477   | 0 | ½ | 0 | 0 | ½ | 0 | ½ | 0 | 0 | ½  | ½  | ½  | *  | ½  | 3½    | 20.00 | 2413        |
| 14 | Stefan Kuipers           | Hollandia        | 2470   | 0 | ½ | ½ | 0 | 0 | 0 | 0 | 0 | 1 | 0  | 0  | ½  | ½  | *  | 3     |       | 2378        |

### 2020
|    | Versenyző             | Ország           | Élő-p. | 1 | 2 | 3 | 4 | 5 | 6 | 7 | 8 | 9 | 10 | 11 | 12 | 13 | 14 | Össz. | SB    | Telj.érték |
| -- | --------------------- | ---------------- | ------ | - | - | - | - | - | - | - | - | - | -- | -- | -- | -- | -- | ----- | ----- | ---------- |
| 1  | Fabiano Caruana       | Egyesült Államok | 2822   | * | ½ | ½ | ½ | 1 | ½ | 1 | 1 | 1 | ½  | 1  | ½  | 1  | 1  | 10    |       | 2945       |
| 2  | Magnus Carlsen        | Norvégia         | 2872   | ½ | * | ½ | ½ | ½ | ½ | ½ | ½ | 1 | ½  | ½  | 1  | ½  | 1  | 8     |       | 2818       |
| 3  | Wesley So             | Egyesült Államok | 2765   | ½ | ½ | * | ½ | ½ | ½ | 1 | ½ | 1 | ½  | ½  | ½  | ½  | ½  | 7½    |       | 2796       |
| 4  | Jorden van Foreest    | Hollandia        | 2644   | ½ | ½ | ½ | * | 1 | ½ | ½ | ½ | ½ | 0  | 0  | 1  | 1  | ½  | 7     | 44.25 | 2777       |
| 5  | Danyiil Dubov         | Oroszország      | 2683   | 0 | ½ | ½ | 0 | * | ½ | ½ | ½ | ½ | ½  | 1  | ½  | 1  | 1  | 7     | 40.75 | 2774       |
| 6  | Anish Giri            | Hollandia        | 2768   | ½ | ½ | ½ | ½ | ½ | * | ½ | ½ | 0 | ½  | ½  | ½  | ½  | 1  | 6½    | 41.00 | 2739       |
| 7  | Visuvanádan Ánand     | India            | 2758   | 0 | ½ | 0 | ½ | ½ | ½ | * | ½ | 1 | 1  | ½  | ½  | ½  | ½  | 6½    | 39.75 | 2739       |
| 8  | Jan-Krzysztof Duda    | Lengyelország    | 2758   | 0 | ½ | ½ | ½ | ½ | ½ | ½ | * | ½ | ½  | ½  | ½  | 1  | ½  | 6½    | 39.50 | 2739       |
| 9  | Ali-Reza Firuzdzsá    | FIDE             | 2723   | 0 | 0 | 0 | ½ | ½ | 1 | 0 | ½ | * | 1  | 1  | ½  | ½  | 1  | 6½    | 37.50 | 2742       |
| 10 | Jeffery Xiong         | Egyesült Államok | 2712   | ½ | ½ | ½ | 1 | ½ | ½ | 0 | ½ | 0 | *  | 1  | ½  | ½  | 0  | 6     | 40.50 | 2714       |
| 11 | Vlagyiszlav Artyemjev | Oroszország      | 2731   | 0 | ½ | ½ | 1 | 0 | ½ | ½ | ½ | 0 | 0  | *  | 1  | ½  | 1  | 6     | 35.75 | 2712       |
| 12 | Nyikita Vityugov      | Oroszország      | 2747   | ½ | 0 | ½ | 0 | ½ | ½ | ½ | ½ | ½ | ½  | 0  | *  | ½  | ½  | 5     |       | 2653       |
| 13 | Jü Jang-ji            | Kína             | 2726   | 0 | ½ | ½ | 0 | 0 | ½ | ½ | 0 | ½ | ½  | ½  | ½  | *  | ½  | 4½    |       | 2632       |
| 14 | Uladziszlav Kavaljov  | Fehéroroszország | 2660   | 0 | 0 | ½ | ½ | 0 | 0 | ½ | ½ | 0 | 1  | 0  | ½  | ½  | *  | 4     |       | 2606       |

### 2021
|    | Versenyző              | Ország           | Élő-p. | 1 | 2 | 3 | 4 | 5 | 6 | 7 | 8 | 9 | 10 | 11 | 12 | 13 | 14 | Össz. | SB    | Telj.érték |
| -- | ---------------------- | ---------------- | ------ | - | - | - | - | - | - | - | - | - | -- | -- | -- | -- | -- | ----- | ----- | ---------- |
| 1  | Jorden van Foreest     | Hollandia        | 2671   | * | ½ | ½ | ½ | ½ | ½ | 1 | 1 | 1 | ½  | 1  | ½  | ½  | ½  | 8½    | 53.00 | 2839       |
| 2  | Anish Giri             | Hollandia        | 2764   | ½ | * | ½ | ½ | ½ | ½ | ½ | 1 | 1 | ½  | ½  | 1  | 1  | ½  | 8½    | 52.25 | 2832       |
| 3  | Аndrej Jeszipenko      | Oroszország      | 2677   | ½ | ½ | * | ½ | ½ | 1 | ½ | 0 | ½ | ½  | 1  | 1  | ½  | 1  | 8     | 49.00 | 2815       |
| 4  | Fabiano Caruana        | Egyesült Államok | 2823   | ½ | ½ | ½ | * | ½ | ½ | ½ | ½ | ½ | ½  | ½  | 1  | 1  | 1  | 8     | 48.25 | 2804       |
| 5  | Ali-Reza Firuzdzsá     | FIDE             | 2749   | ½ | ½ | ½ | ½ | * | 0 | 1 | ½ | ½ | 1  | 1  | ½  | ½  | 1  | 8     | 48.00 | 2810       |
| 6  | Magnus Carlsen         | Norvégia         | 2862   | ½ | ½ | 0 | ½ | 1 | * | ½ | ½ | 1 | ½  | ½  | ½  | 1  | ½  | 7½    | 47.25 | 2771       |
| 7  | Pendjála Harikrisna    | India            | 2732   | 0 | ½ | ½ | ½ | 0 | ½ | * | ½ | 1 | ½  | ½  | ½  | ½  | 1  | 6½    | 38.75 | 2724       |
| 8  | Aryan Tari             | Norvégia         | 2625   | 0 | 0 | 1 | ½ | ½ | ½ | ½ | * | ½ | ½  | ½  | ½  | ½  | ½  | 6     | 38.00 | 2703       |
| 9  | Nils Grandelius        | Svédország       | 2663   | 0 | 0 | ½ | ½ | ½ | 0 | 0 | ½ | * | 1  | ½  | ½  | 1  | 1  | 6     | 34.00 | 2700       |
| 10 | Jan-Krzysztof Duda     | Lengyelország    | 2743   | ½ | ½ | ½ | ½ | 0 | ½ | ½ | ½ | 0 | *  | ½  | ½  | ½  | ½  | 5½    | 35.75 | 2666       |
| 11 | David Antón Guijarro   | Spanyolország    | 2679   | 0 | ½ | 0 | ½ | 0 | ½ | ½ | ½ | ½ | ½  | *  | ½  | ½  | ½  | 5     | 30.75 | 2641       |
| 12 | Radosław Wojtaszek     | Lengyelország    | 2705   | ½ | 0 | 0 | 0 | ½ | ½ | ½ | ½ | ½ | ½  | ½  | *  | ½  | ½  | 5     | 30.75 | 2639       |
| 13 | Maxime Vachier-Lagrave | Franciaország    | 2784   | ½ | 0 | ½ | 0 | ½ | 0 | ½ | ½ | 0 | ½  | ½  | ½  | *  | 1  | 5     | 29.75 | 2633       |
| 14 | Аlekszаndr Doncsenko   | Németország      | 2668   | ½ | ½ | 0 | 0 | 0 | ½ | 0 | ½ | 0 | ½  | ½  | ½  | 0  | *  | 3½    | 23.00 | 2554       |
- Rájátszás az 1. helyért: Jorden van Foreest – Anish Giri, 1–1, majd Jorden van Foreest armageddon játszmában nyert.

### 2022
|    | Versenyző                | Ország           | Élő-p. | 1  | 2 | 3  | 4  | 5 | 6 | 7 | 8 | 9 | 10 | 11 | 12 | 13 | 14 | Össz. | SB    | Telj.érték |
| -- | ------------------------ | ---------------- | ------ | -- | - | -- | -- | - | - | - | - | - | -- | -- | -- | -- | -- | ----- | ----- | ---------- |
| 1  | Magnus Carlsen           | Norvégia         | 2865   | *  | 1 | 1  | 1  | ½ | ½ | ½ | 1 | ½ | ½  | ½  | 1  | ½  | 1c | 9½    | 60.25 | 2900       |
| 2  | Şəhriyar Məmmədyarov     | Azerbajdzsán     | 2767   | 0  | * | ½  | ½  | ½ | 1 | ½ | ½ | 1 | 1  | ½  | 1  | ½  | ½  | 8     | 49    | 2816       |
| 3  | Rapport Richárd          | Magyarország     | 2763   | 0  | ½ | *  | ½  | ½ | 1 | ½ | 1 | 0 | ½  | ½  | 1  | 1  | 1c | 8     | 47.25 | 2816       |
| 4  | Anish Giri               | Hollandia        | 2772   | 0  | ½ | ½  | *  | ½ | 0 | 1 | 1 | ½ | ½  | 1  | ½  | ½  | 1c | 7½    | 44.5  | 2788       |
| 5  | Szergej Karjakin         | Oroszország      | 2743   | ½  | ½ | ½  | ½  | * | 1 | 0 | ½ | ½ | 1  | 0  | 1  | ½  | ½  | 7     | 45.25 | 2743       |
| 6  | Jorden van Foreest       | Hollandia        | 2702   | ½  | 0 | 0  | 1  | 0 | * | 0 | ½ | ½ | 1  | 1  | 1  | 1  | ½  | 7     | 41.75 | 2766       |
| 7  | Andrej Jeszipenko        | Oroszország      | 2714   | ½  | ½ | ½  | 0  | 1 | 1 | * | ½ | ½ | ½  | ½  | 0  | ½  | ½  | 6½    | 42.75 | 2738       |
| 8  | Fabiano Caruana          | Egyesült Államok | 2792   | 0  | ½ | 0  | 0  | ½ | ½ | ½ | * | 1 | ½  | ½  | 1  | 1  | ½  | 6½    | 37.75 | 2733       |
| 9  | Jan-Krzysztof Duda       | Lengyelország    | 2760   | ½  | 0 | 1  | ½  | ½ | ½ | ½ | 0 | * | ½  | ½  | ½  | ½  | ½  | 6     | 39.25 | 2760       |
| 10 | Vidit Szantós Gudzsaráti | India            | 2727   | ½  | 0 | ½  | ½  | 0 | 0 | ½ | ½ | ½ | *  | 1  | 0  | 1  | 1  | 6     | 35.5  | 2711       |
| 11 | Sam Shankland            | Egyesült Államok | 2708   | ½  | ½ | ½  | 0  | 1 | 0 | ½ | ½ | ½ | 0  | *  | ½  | ½  | ½  | 5½    | 36    | 2686       |
| 12 | Ramésubábu Piragnyánanda | India            | 2612   | 0  | 0 | 0  | ½  | 0 | 0 | 1 | 0 | ½ | 1  | ½  | *  | 1  | 1c | 5½    | 30    | 2692       |
| 13 | Nils Grandelius          | Svédország       | 2672   | ½  | ½ | 0  | ½  | ½ | 0 | ½ | 0 | ½ | 0  | ½  | 0  | *  | 1  | 4½    | 28.5  | 2632       |
| 14 | Danyiil Dubov            | Oroszország      | 2720   | 0c | ½ | 0c | 0c | ½ | ½ | ½ | ½ | ½ | 0  | ½  | 0c | 0  | *  | 3½    | 23.25 | 2565       |

### 2023
|    | Versenyző                | Ország           | Élő-p. | 1 | 2 | 3 | 4 | 5 | 6 | 7 | 8 | 9 | 10 | 11 | 12 | 13 | 14 | Össz. | SB    | Telj.érték |
| -- | ------------------------ | ---------------- | ------ | - | - | - | - | - | - | - | - | - | -- | -- | -- | -- | -- | ----- | ----- | ---------- |
| 1  | Anish Giri               | Hollandia        | 2764   | * | ½ | 1 | ½ | ½ | ½ | ½ | 1 | ½ | ½  | 1  | 1  | ½  | ½  | 8½    | 54.00 | 2853       |
| 2  | Nodirbek Abdusattorov    | Üzbegisztán      | 2713   | ½ | * | 1 | ½ | ½ | 1 | ½ | 1 | ½ | 0  | ½  | ½  | ½  | 1  | 8     | 51.25 | 2827       |
| 3  | Magnus Carlsen           | Norvégia         | 2859   | 0 | 0 | * | ½ | 1 | 1 | ½ | 1 | ½ | ½  | ½  | ½  | 1  | 1  | 8     | 48.00 | 2816       |
| 4  | Wesley So                | Egyesült Államok | 2760   | ½ | ½ | ½ | * | ½ | ½ | ½ | ½ | ½ | ½  | ½  | 1  | 1  | ½  | 7½    | 47.00 | 2795       |
| 5  | Fabiano Caruana          | Egyesült Államok | 2766   | ½ | ½ | 0 | ½ | * | ½ | ½ | ½ | ½ | 1  | ½  | 1  | ½  | ½  | 7     | 43.75 | 2767       |
| 6  | Prhám Mgszudlu           | Irán             | 2719   | ½ | 0 | 0 | ½ | ½ | * | 1 | ½ | 1 | 1  | ½  | 0  | ½  | 1  | 7     | 42.50 | 2770       |
| 7  | Levon Aronján            | Egyesült Államok | 2735   | ½ | ½ | ½ | ½ | ½ | 0 | * | ½ | ½ | ½  | ½  | ½  | 1  | ½  | 6½    | 41.25 | 2741       |
| 8  | Rapport Richárd          | Románia          | 2740   | 0 | 0 | 0 | ½ | ½ | ½ | ½ | * | 1 | ½  | 1  | ½  | ½  | 1  | 6½    | 37.75 | 2741       |
| 9  | Ramésubábu Piragnyánanda | India            | 2684   | ½ | ½ | ½ | ½ | ½ | 0 | ½ | 0 | * | 1  | 1  | 0  | ½  | ½  | 6     | 38.75 | 2718       |
| 10 | Jorden van Foreest       | Hollandia        | 2681   | ½ | 1 | ½ | ½ | 0 | 0 | ½ | ½ | 0 | *  | ½  | ½  | ½  | 1  | 6     | 38.50 | 2718       |
| 11 | Ting Li-zsen             | Kína             | 2811   | 0 | ½ | ½ | ½ | ½ | ½ | ½ | 0 | 0 | ½  | *  | 1  | ½  | ½  | 5½    | 35.00 | 2680       |
| 12 | Dommarádzsu Gukés        | India            | 2725   | 0 | ½ | ½ | 0 | 0 | 1 | ½ | ½ | 1 | ½  | 0  | *  | ½  | ½  | 5½    | 35.00 | 2686       |
| 13 | Vincent Keymer           | Németország      | 2696   | ½ | ½ | 0 | 0 | ½ | ½ | 0 | ½ | ½ | ½  | ½  | ½  | *  | ½  | 5     | 32.00 | 2660       |
| 14 | Ardzsun Erigaiszi        | India            | 2722   | ½ | 0 | 0 | ½ | ½ | 0 | ½ | 0 | ½ | 0  | ½  | ½  | ½  | *  | 4     | 25.75 | 2598       |

### 2024
|    | Versenyző                | Ország        | Élő-p. | 1 | 2 | 3 | 4 | 5 | 6 | 7 | 8 | 9 | 10 | 11 | 12 | 13 | 14 | Össz. | SB    | Telj-érték |
| -- | ------------------------ | ------------- | ------ | - | - | - | - | - | - | - | - | - | -- | -- | -- | -- | -- | ----- | ----- | ---------- |
| 1  | Vej Ji                   | Kína          | 2740   | * | 0 | ½ | ½ | ½ | 1 | ½ | 1 | 0 | ½  | 1  | 1  | 1  | 1  | 8½    |       | 2820       |
| 2  | Dommarádzsu Gukés        | India         | 2725   | 1 | * | 0 | ½ | ½ | ½ | ½ | ½ | ½ | 1  | 1  | 1  | ½  | 1  | 8½    |       | 2821       |
| 3  | Anish Giri               | Hollandia     | 2749   | ½ | 1 | * | 0 | ½ | ½ | ½ | ½ | ½ | 1  | 1  | 1  | ½  | 1  | 8½    |       | 2819       |
| 4  | Nodirbek Abdusattorov    | Üzbegisztán   | 2727   | ½ | ½ | 1 | * | ½ | 0 | ½ | 0 | ½ | 1  | 1  | 1  | 1  | 1  | 8½    |       | 2821       |
| 5  | Ali-Reza Firuzdzsá       | Franciaország | 2759   | ½ | ½ | ½ | 1 | * | 0 | ½ | 1 | 1 | 0  | 0  | 1  | 1  | ½  | 7½    | 48.50 | 2765       |
| 6  | Vidit Szantós Gudzsaráti | India         | 2742   | 0 | ½ | ½ | 1 | 1 | * | ½ | ½ | ½ | ½  | ½  | ½  | 1  | ½  | 7½    | 47.75 | 2767       |
| 7  | Ramésubábu Piragnyánanda | India         | 2743   | ½ | ½ | ½ | ½ | ½ | ½ | * | ½ | 1 | 1  | ½  | ½  | ½  | ½  | 7½    | 47.00 | 2767       |
| 8  | Jan Nyepomnyascsij       | FIDE          | 2769   | 0 | ½ | 1 | 0 | 0 | ½ | ½ | * | 1 | ½  | ½  | ½  | ½  | 1  | 6½    |       | 2708       |
| 9  | Ting Li-zsen             | Kína          | 2780   | 1 | ½ | ½ | ½ | 0 | ½ | 0 | 0 | * | ½  | ½  | ½  | ½  | 1  | 6     |       | 2678       |
| 10 | Csü Ven-csün             | Kína          | 2549   | ½ | 0 | 0 | 0 | 1 | ½ | 0 | ½ | ½ | *  | ½  | 0  | ½  | ½  | 4½    | 28.25 | 2614       |
| 11 | Аlekszаndr Doncsenko     | Németország   | 2643   | 0 | 0 | 0 | 0 | 1 | ½ | ½ | ½ | ½ | ½  | *  | ½  | ½  | 0  | 4½    | 28.00 | 2607       |
| 12 | Jorden van Foreest       | Hollandia     | 2682   | 0 | 0 | 0 | ½ | 0 | ½ | ½ | ½ | ½ | 1  | ½  | *  | ½  | 0  | 4½    | 27.00 | 2604       |
| 13 | Prhám Mgszudlu           | Irán          | 2740   | 0 | ½ | 0 | 0 | 0 | 0 | ½ | ½ | ½ | ½  | ½  | ½  | *  | 1  | 4½    | 25.00 | 2600       |
| 14 | Max Warmerdam            | Hollandia     | 2625   | 0 | 0 | 0 | 0 | ½ | ½ | ½ | 0 | 0 | ½  | 1  | 1  | 0  | *  | 4     |       | 2578       |

#### Rájátszás az 1. helyért
|  | Elődöntők | Elődöntők             | Elődöntők         |                   |        | Döntő  | Döntő | Döntő |  |
|  |           |                       |                   |                   |        |        |       |       |  |
|  | 1         | Nodirbek Abdusattorov | ½                 |                   |        |        |       |       |  |
|  | 1         | Nodirbek Abdusattorov | ½                 |                   |        |        |       |       |  |
|  | 4         | Vej Ji                | 1½                |                   |        |        |       |       |  |
|  | 4         | Vej Ji                | 1½                |                   | Vej Ji | Vej Ji | 1½    |       |  |
|  |           |                       |                   |                   | Vej Ji | Vej Ji | 1½    |       |  |
|  |           |                       | Dommarádzsu Gukés | Dommarádzsu Gukés | ½      |        |       |       |  |
|  | 2         | Dommarádzsu Gukés     | Dommarádzsu Gukés | Dommarádzsu Gukés | ½      | 2      |       |       |  |
|  | 2         | Dommarádzsu Gukés     |                   |                   |        |        |       |       |  |
|  | 3         | Anish Giri            | 1                 |                   |        |        |       |       |  |

## Fordítás
Ez a szócikk részben vagy egészben  a   Tata Steel Chess Tournament című angol Wikipédia-szócikk fordításán alapul.  Az eredeti cikk szerkesztőit annak laptörténete sorolja fel. Ez a jelzés csupán a megfogalmazás eredetét és a szerzői jogokat jelzi, nem szolgál a cikkben szereplő információk forrásmegjelöléseként.